# Llista de l'art rupestre de l'arc mediterrani a la província de València
Llista d'abrics i coves de la província de València inclosos per la UNESCO en l'art rupestre de l'arc mediterrani de la península Ibèrica declarat Patrimoni de la Humanitat. Els estils rupestres dominants són l'art llevantí i l'art esquemàtic. Tots els jaciments estan declarats béns d'interés cultural i se n'indica el seu codi així com el número d'identificació com a Patrimoni de la Humanitat.
| Monument                                    | Prot.?     | Estil/època                                                                            | Localització              | Coordenades                                          | Codi?               | Imatge |
| ------------------------------------------- | ---------- | -------------------------------------------------------------------------------------- | ------------------------- | ---------------------------------------------------- | ------------------- | --- |
| Covatxa de l'Aigua Amarga                   | PH 874-362 | Llevantí, esquemàtic 2 figures: zoomorfs                                               | Albalat dels Tarongers    | 39° 39′ 58″ N, 0° 22′ 25″ O / 39.666157°N,0.373498°O | RI-51-0009920       | Carregueu una nova foto d'aquest monument                                                                                      |
| Barranc de Las Colochas o Clochas, abric II | PH 874-363 | Esquemàtic, macroesquemàtic 4 figures: antropomorfs, geomètrics, serpentiforme         | Xestalgar                 | 39° 35′ 10″ N, 0° 51′ 52″ O / 39.586161°N,0.864403°O | RI-51-0009931       | Carregueu una nova foto d'aquest monument                                                                                      |
| Cova de La Cocina                           | PH 874-364 | Llevantí                                                                               | Dosaigües                 | 39° 15′ 20″ N, 0° 43′ 13″ O / 39.255477°N,0.720357°O | RI-55-0000485       | Carregueu una nova foto d'aquest monument                                                                                      |
| Abric de La Pareja                          | PH 874-365 | Llevantí 2 figures: antropomorfs                                                       | Dosaigües                 | 39° 16′ 55″ N, 0° 44′ 29″ O / 39.281994°N,0.741508°O | RI-55-0000484       | Carregueu una nova foto d'aquest monument                                                                                      |
| Abric de Las Cabras                         | PH 874-366 | Llevantí 24 figures: antropomorfs, zoomorfs, informes                                  | Dosaigües                 | 39° 15′ 53″ N, 0° 43′ 54″ O / 39.26469°N,0.731623°O  | RI-55-0000483       | Carregueu una nova foto d'aquest monument                                                                                      |
| Abric d'El Ciervo                           | PH 874-367 | Llevantí 52 figures: antropomorfs, zoomorfs, escenes, objectes aïllats                 | Dosaigües                 | 39° 16′ 52″ N, 0° 44′ 34″ O / 39.281143°N,0.742684°O | RI-55-0000482       | Carregueu una nova foto d'aquest monument                                                                                      |
| Abric del Cinto de la Ventana               | PH 874-368 | Llevantí 52 figures: antropomorfs, zoomorfs, escenes, objectes aïllats                 | Dosaigües                 | 39° 15′ 04″ N, 0° 43′ 30″ O / 39.251099°N,0.725101°O | RI-55-0000486       | Carregueu una nova foto d'aquest monument                                                                                      |
| Cova d'El Cerro                             | PH 874-369 | Llevantí, esquemàtic 8 figures: antropomorfs, zoomorfs, geomètrics, escenes, simbòlics | Millars                   | 39° 14′ 26″ N, 0° 44′ 55″ O / 39.240679°N,0.748611°O | RI-51-0009933       | Carregueu una nova foto d'aquest monument                                                                                      |
| Abric d'El Mal Paso                         | PH 874-370 | Esquemàtic 5 figures: geomètrics, simbòlics                                            | Millars                   | 39° 14′ 23″ N, 0° 47′ 25″ O / 39.239707°N,0.790363°O | RI-55-0000470       | Carregueu una nova foto d'aquest monument                                                                                      |
| Abric de Jesús Galdón                       | PH 874-371 | Esquemàtic 6 figures: zoomorfs, geomètrics                                             | Millars                   | 39° 10′ 15″ N, 0° 46′ 06″ O / 39.170787°N,0.768202°O | RI-55-0000471       | Carregueu una nova foto d'aquest monument                                                                                      |
| Abric de Rosser                             | PH 874-372 | Esquemàtic 14 figures: geomètrics, zoomorfs, simbòlics                                 | Millars                   | 39° 10′ 15″ N, 0° 46′ 06″ O / 39.170787°N,0.768202°O | RI-55-0000473       | Carregueu una nova foto d'aquest monument                                                                                      |
| Penya del Sant Esperit                      | PH 874-373 | Esquemàtic 1 figura: simbòlic                                                          | Gilet                     | 39° 40′ 16″ N, 0° 20′ 56″ O / 39.67098°N,0.34883°O   | RI-51-0009932       | Carregueu una nova foto d'aquest monument                                                                                      |
| Abric de Vicent                             | PH 874-374 | Llevantí 13 figures: antropomorfs, zoomorfs, informes                                  | Millars                   | 39° 10′ 55″ N, 0° 47′ 03″ O / 39.181895°N,0.784064°O | RI-55-0000472       | Carregueu una nova foto d'aquest monument                                                                                      |
| Abric de Trini                              | PH 874-375 | Llevantí 19 figures: antropomorfs, zoomorfs                                            | Millars                   | 39° 12′ 00″ N, 0° 44′ 22″ O / 39.199947°N,0.739507°O | RI-55-0000474       | Carregueu una nova foto d'aquest monument                                                                                      |
| Abric d'El Charco Negro                     | PH 874-376 | Llevantí 3 figures: zoomorfs, geomètrics                                               | Millars                   | 39° 11′ 53″ N, 0° 44′ 22″ O / 39.198147°N,0.739573°O | RI-55-0000475       | Carregueu una nova foto d'aquest monument                                                                                      |
| Abric d'El Atajo I                          | PH 874-377 | Llevantí 1 figura: zoomorf                                                             | Millars                   | 39° 14′ 03″ N, 0° 46′ 48″ O / 39.234065°N,0.780116°O | RI-55-0000476       | Carregueu una nova foto d'aquest monument                                                                                      |
| Abric d'El Atajo II                         | PH 874-378 | Esquemàtic 1 figura: geomètric                                                         | Millars                   | 39° 14′ 03″ N, 0° 46′ 48″ O / 39.234065°N,0.780116°O | RI-55-0000477       | Carregueu una nova foto d'aquest monument                                                                                      |
| Abric de Las Cañas I                        | PH 874-379 | Llevantí 6 figures: antropomorf, zoomorfs                                              | Millars                   | 39° 11′ 47″ N, 0° 46′ 53″ O / 39.196256°N,0.78128°O  | RI-55-0000479       | Carregueu una nova foto d'aquest monument                                                                                      |
| Abric de Las Cañas II                       | PH 874-380 | Esquemàtic 1 figura: geomètric                                                         | Millars                   | 39° 11′ 28″ N, 0° 45′ 09″ O / 39.191213°N,0.752501°O | RI-55-0000480       | Carregueu una nova foto d'aquest monument                                                                                      |
| Cova Moma                                   | PH 874-381 | Llevantí 1 figura: zoomorf                                                             | Millars                   | 39° 10′ 43″ N, 0° 45′ 23″ O / 39.17867°N,0.756386°O  | RI-55-0000478       | Carregueu una nova foto d'aquest monument                                                                                      |
| Abric de Chorradores                        | PH 874-382 | Llevantí 15 figures: antropomorfs, zoomorfs, geomètrics                                | Millars                   | 39° 14′ 02″ N, 0° 46′ 36″ O / 39.234015°N,0.776618°O | RI-55-0000496       | Carregueu una nova foto d'aquest monument                                                                                      |
| Abric de Balsa Calicanto                    | PH 874-383 | Llevantí, esquemàtic 49 figures: antropomorfs, zoomorfs, geomètrics, serpentiformes    | Bicorb                    | 39° 08′ 19″ N, 0° 50′ 02″ O / 39.138715°N,0.83402°O  | RI-51-0008814       | Abric de Balsa Calicanto (Bicorb) · Modifica el valor a Wikidata · Carregueu una nova foto d'aquest monument                   |
| Covatxa del barranc del Diable              | PH 874-384 | Esquemàtic 27 figures: antropomorfs, geomètrics                                        | Sagunt                    | 39° 38′ 40″ N, 0° 18′ 51″ O / 39.644528°N,0.31419°O  | RI-51-0009941       | Carregueu una nova foto d'aquest monument                                                                                      |
| Abric de La Era del Bolo                    | PH 874-385 | Esquemàtic 8 figures: antropomorfs, zoomorfs, informes                                 | Bicorb                    | 39° 08′ 09″ N, 0° 49′ 25″ O / 39.135794°N,0.823676°O | RI-51-0008817       | Carregueu una nova foto d'aquest monument                                                                                      |
| Abric de Las Sabinas                        | PH 874-386 | Llevantí 12 figures: antropomorfs, zoomorfs, altres                                    | Bicorb                    | 39° 08′ 20″ N, 0° 50′ 15″ O / 39.138782°N,0.837518°O | RI-51-0008810       | Carregueu una nova foto d'aquest monument                                                                                      |
| Abric de Los Gineses                        | PH 874-387 | Esquemàtic 40 figures: antropomorfs, zoomorfs, geomètrics                              | Bicorb                    | 39° 08′ 26″ N, 0° 50′ 27″ O / 39.140646°N,0.840896°O | RI-51-0008812       | Carregueu una nova foto d'aquest monument                                                                                      |
| Abric de Lucio o Gavidia                    | PH 874-388 | Llevantí 55 figures: antropomorfs, zoomorfs                                            | Bicorb                    | 39° 08′ 03″ N, 0° 49′ 50″ O / 39.134122°N,0.830682°O | RI-51-0008815       | Carregueu una nova foto d'aquest monument                                                                                      |
| Abric de Tollos I o de La Fuente Seca       | PH 874-389 | Llevantí 1 figura: zoomorf                                                             | Bicorb                    | 39° 08′ 18″ N, 0° 48′ 39″ O / 39.138257°N,0.810892°O | RI-51-0008816-00001 | Carregueu una nova foto d'aquest monument                                                                                      |
| Abric de Tollos II o de Cambriquia          | PH 874-390 | Llevantí 8 figures: zoomorfs                                                           | Bicorb                    | 39° 08′ 27″ N, 0° 48′ 18″ O / 39.14087°N,0.804997°O  | RI-51-0008816-00002 | Carregueu una nova foto d'aquest monument                                                                                      |
| Abric del barranc Garrofero                 | PH 874-391 | Llevantí, esquemàtic 8 figures: antropomorfs, zoomorfs                                 | Bicorb                    | 39° 08′ 16″ N, 0° 50′ 23″ O / 39.137908°N,0.839812°O | RI-51-0008811       | Carregueu una nova foto d'aquest monument                                                                                      |
| Abric de Charco de la Madera                | PH 874-392 | Llevantí, esquemàtic 20 figures: antropomorfs, zoomorfs, geomètrics, serpentiformes    | Bicorb                    | 39° 08′ 29″ N, 0° 50′ 15″ O / 39.141469°N,0.837387°O | RI-55-0000497       | Carregueu una nova foto d'aquest monument                                                                                      |
| Abric de Zuro                               | PH 874-393 | Esquemàtic 4 figures: zoomorfs, geomètrics                                             | Bicorb                    | 39° 08′ 22″ N, 0° 49′ 46″ O / 39.139514°N,0.829356°O | RI-51-0008813       | Carregueu una nova foto d'aquest monument                                                                                      |
| Cova de La Araña, abric I                   | PH 874-394 | Llevantí 9 figures: antropomorfs, zoomorfs                                             | Bicorb Torrent d'Hargares | 39° 06′ 37″ N, 0° 51′ 37″ O / 39.110366°N,0.860315°O | RI-51-0000283-00001 | Cova de La Araña, abric I (Bicorb) · Vegeu més fotos d'aquest monument · Carregueu una nova foto d'aquest monument             |
| Covatxa Picayo, abric I                     | PH 874-395 | Esquemàtic 2 figures: antropomorfs                                                     | Sagunt                    | 39° 38′ 54″ N, 0° 18′ 24″ O / 39.6484°N,0.306582°O   | RI-51-0009942       | Carregueu una nova foto d'aquest monument                                                                                      |
| Cova de La Araña, abric II                  | PH 874-396 | Llevantí 51 figures: antropomorfs, zoomorfs                                            | Bicorb Torrent d'Hargares | 39° 06′ 37″ N, 0° 51′ 37″ O / 39.110366°N,0.860315°O | RI-51-0000283-00002 | Cova de La Araña, abric II (Bicorb) · Vegeu més fotos d'aquest monument · Carregueu una nova foto d'aquest monument            |
| Cova de La Araña, abric III                 | PH 874-397 | Llevantí 63 figures: antropomorfs, zoomorfs                                            | Bicorb Torrent d'Hargares | 39° 06′ 37″ N, 0° 51′ 37″ O / 39.110366°N,0.860315°O | RI-51-0000283-00003 | Cova de La Araña, abric III (Bicorb) · Vegeu més fotos d'aquest monument · Carregueu una nova foto d'aquest monument           |
| Penya de Los Machos o Monteses              | PH 874-398 | Llevantí 6 figures: antropomorfs, zoomorfs, altres                                     | Xalans                    | 39° 11′ 30″ N, 1° 01′ 08″ O / 39.191541°N,1.018784°O | PH-874-398          | Carregueu una nova foto d'aquest monument                                                                                      |
| Abric de Tortosillas                        | PH 874-399 | Llevantí 19 figures: antropomorfs, zoomorfs                                            | Aiora                     | 39° 01′ 21″ N, 1° 13′ 15″ O / 39.022500°N,1.220833°O | PH-874-399          | Abric de Tortosillas (Aiora) · Vegeu més fotos d'aquest monument · Carregueu una nova foto d'aquest monument                   |
| Abric d'El Sordo                            | PH 874-400 | Llevantí, altres 26 figures: antropomorfs, zoomorfs                                    | Aiora                     | 38° 59′ 19″ N, 1° 10′ 24″ O / 38.988635°N,1.173382°O | PH-874-400          | Carregueu una nova foto d'aquest monument                                                                                      |
| Abric de Pedro Mas                          | PH 874-401 | Llevantí, esquemàtic 27 figures: zoomorfs, antropomorfs                                | Aiora                     | 38° 56′ 39″ N, 1° 08′ 49″ O / 38.944057°N,1.146839°O | RI-51-0009870       | Carregueu una nova foto d'aquest monument                                                                                      |
| Abric d'Espolón del Zapatero                | PH 874-402 | Esquemàtic 9 figures: antropomorfs, zoomorfs                                           | Quesa                     | 39° 10′ 28″ N, 0° 46′ 34″ O / 39.174538°N,0.7762°O   | RI-55-0000469       | Carregueu una nova foto d'aquest monument                                                                                      |
| Abric de Voro                               | PH 874-403 | Llevantí 63 figures: antropomorfs, zoomorfs                                            | Quesa                     | 39° 04′ 58″ N, 0° 46′ 45″ O / 39.082714°N,0.779091°O | RI-55-0000468       | Carregueu una nova foto d'aquest monument                                                                                      |
| Abric d'El Garrofero                        | PH 874-404 | Llevantí 20 figures: antropomorfs, zoomorfs, geomètrics                                | Navarrés                  | 39° 04′ 28″ N, 0° 46′ 37″ O / 39.074535°N,0.777031°O | RI-55-0000481       | Carregueu una nova foto d'aquest monument                                                                                      |
| Abric de Lambert                            | PH 874-405 | Esquemàtic 6 figures: geomètrics                                                       | Cullera                   | 39° 10′ 44″ N, 0° 15′ 08″ O / 39.178913°N,0.252271°O | RI-55-0000489       | Abric de Lambert (Cullera) · Vegeu més fotos d'aquest monument · Carregueu una nova foto d'aquest monument                     |
| Covatxa Picayo, abric II                    | PH 874-406 | Esquemàtic 1 figura: geomètric                                                         | Sagunt                    | 39° 38′ 54″ N, 0° 18′ 24″ O / 39.6484°N,0.306582°O   | RI-51-0009943       | Carregueu una nova foto d'aquest monument                                                                                      |
| Barranc de la Falaguera, abric I            | PH 874-407 | Llevantí 2 figures: antropomorf, zoomorf                                               | Alfarb                    | 39° 17′ 45″ N, 0° 29′ 39″ O / 39.295845°N,0.494091°O | RI-51-0009921       | Carregueu una nova foto d'aquest monument                                                                                      |
| Barranc de la Falaguera, abric II           | PH 874-408 | Llevantí 3 figures: antropomorf, zoomorfs                                              | Alfarb                    | 39° 17′ 45″ N, 0° 29′ 39″ O / 39.295845°N,0.494091°O | RI-51-0009922       | Carregueu una nova foto d'aquest monument                                                                                      |
| Barranc de la Falaguera, abric III          | PH 874-409 | Llevantí 3 figures: antropomorf, zoomorfs                                              | Alfarb                    | 39° 17′ 45″ N, 0° 29′ 39″ O / 39.295845°N,0.494091°O | RI-51-0009923       | Carregueu una nova foto d'aquest monument                                                                                      |
| Cova de la Petxina                          | PH 874-410 | Llevantí, esquemàtic 12 figures: antropomorfs, geomètrics                              | Xàtiva                    | 38° 57′ 16″ N, 0° 27′ 07″ O / 38.954378°N,0.451916°O | RI-51-0009869       | Carregueu una nova foto d'aquest monument                                                                                      |
| Abric de Gontran                            | PH 874-411 | Llevantí 9 figures: antropomorfs, zoomorfs, escenes, geomètrics, objectes aïllats      | Moixent                   | 38° 51′ 44″ N, 0° 44′ 40″ O / 38.862175°N,0.744476°O | RI-51-0009934       | Carregueu una nova foto d'aquest monument                                                                                      |
| Abric de la Penya                           | PH 874-412 | Llevantí 16 figures: antropomorfs, escenes, objectes aïllats                           | Moixent                   | 38° 51′ 35″ N, 0° 43′ 01″ O / 38.859861°N,0.716892°O | RI-51-0009935       | Carregueu una nova foto d'aquest monument                                                                                      |
| Abric de la Creu                            | PH 874-413 | Esquemàtic 12 figures: antropomorfs, zoomorfs, geomètrics                              | Ontinyent                 | 38° 47′ 41″ N, 0° 36′ 30″ O / 38.794621°N,0.608449°O | RI-51-0009936       | Carregueu una nova foto d'aquest monument                                                                                      |
| Abric de la Fos                             | PH 874-414 | Esquemàtic 5 figures: geomètrics                                                       | Ontinyent                 | 38° 51′ 59″ N, 0° 35′ 32″ O / 38.86634°N,0.592195°O  | RI-51-0009937       | Carregueu una nova foto d'aquest monument                                                                                      |
| Abric de la Monja                           | PH 874-415 | Esquemàtic 3 figures: antropomorfs                                                     | Ontinyent                 | 38° 48′ 00″ N, 0° 36′ 26″ O / 38.799977°N,0.607103°O | RI-51-0009938       | Carregueu una nova foto d'aquest monument                                                                                      |
| Abric del Gegant                            | PH 874-416 | Esquemàtic 5 figures: geomètrics                                                       | Ontinyent                 | 38° 48′ 10″ N, 0° 36′ 25″ O / 38.802669°N,0.607028°O | RI-51-0009939       | Carregueu una nova foto d'aquest monument                                                                                      |
| Abric del Rincón del Tío Escribano          | PH 874-417 | Llevantí, esquemàtic 20 figures: antropomorfs, zoomorfs                                | Titaigües                 | 39° 52′ 55″ N, 1° 05′ 04″ O / 39.881873°N,1.084419°O | RI-51-0009947       | Abric del Rincón del Tío Escribano (Titaigües) · Vegeu més fotos d'aquest monument · Carregueu una nova foto d'aquest monument |
| Balma de la Fabriqueta                      | PH 874-418 | Esquemàtic 8 figures: geomètrics, simbòlics, altres                                    | Ontinyent                 | 38° 47′ 56″ N, 0° 35′ 49″ O / 38.798781°N,0.597053°O | RI-51-0009940       | Carregueu una nova foto d'aquest monument                                                                                      |
| Abric del Pontet                            | PH 874-419 | Esquemàtic 26 figures: antropomorfs, geomètrics                                        | Bocairent                 | 38° 46′ 51″ N, 0° 35′ 22″ O / 38.780697°N,0.58933°O  | RI-51-0009926       | Carregueu una nova foto d'aquest monument                                                                                      |
| Penya Roja o Ulls de Canals                 | PH 874-420 | Altres 11 figures: antropomorfs, geomètrics                                            | Bocairent                 | 38° 41′ 29″ N, 0° 37′ 57″ O / 38.691489°N,0.632595°O | RI-51-0009927       | Carregueu una nova foto d'aquest monument                                                                                      |
| Barranc de les Coves, abric I               | PH 874-421 | Esquemàtic 1 figura: geomètric                                                         | Salem                     | 38° 51′ 12″ N, 0° 22′ 05″ O / 38.853403°N,0.367947°O | RI-51-0009944       | Carregueu una nova foto d'aquest monument                                                                                      |
| Barranc de les Coves, abric II              | PH 874-422 | Esquemàtic 14 figures: geomètrics                                                      | Salem                     | 38° 51′ 12″ N, 0° 22′ 05″ O / 38.853403°N,0.367947°O | RI-51-0009945       | Carregueu una nova foto d'aquest monument                                                                                      |
| Barranc de les Coves, abric III             | PH 874-423 | Esquemàtic 17 figures: geomètrics                                                      | Salem                     | 38° 51′ 12″ N, 0° 22′ 05″ O / 38.853403°N,0.367947°O | RI-51-0009946       | Carregueu una nova foto d'aquest monument                                                                                      |
| Barranc de Carbonera, abric I               | PH 874-424 | Esquemàtic 85 figures: antropomorfs, geomètrics                                        | Beniatjar                 | 38° 50′ 22″ N, 0° 25′ 26″ O / 38.839365°N,0.423791°O | RI-55-0000490       | Carregueu una nova foto d'aquest monument                                                                                      |
| Barranc de Carbonera, abric II              | PH 874-425 | Esquemàtic 43 figures: zoomorfs, geomètrics                                            | Beniatjar                 | 38° 50′ 22″ N, 0° 25′ 26″ O / 38.839365°N,0.423791°O | RI-51-0009924       | Carregueu una nova foto d'aquest monument                                                                                      |
| Coveta del Mig, abric I                     | PH 874-426 | Esquemàtic 2 figures: geomètrics                                                       | Beniatjar                 | 38° 49′ 59″ N, 0° 25′ 31″ O / 38.833105°N,0.425187°O | RI-51-0009925       | Carregueu una nova foto d'aquest monument                                                                                      |
| Cova de la Clau                             | PH 874-427 | Llevantí, altres 7 figures: antropomorfs, zoomorfs                                     | Gandia                    | 38° 55′ 36″ N, 0° 13′ 41″ O / 38.926731°N,0.228005°O | RI-51-0009929       | Cova de la Clau (Gandia) · Carregueu una nova foto d'aquest monument                                                           |
| El Corral de Silla, abric I                 | PH 874-428 | Llevantí 8 figures: antropomorfs, altres                                               | Toixa                     | 39° 47′ 30″ N, 1° 01′ 55″ O / 39.791778°N,1.03203°O  | RI-55-0000492       | El Corral de Silla, abric I (Toixa) · Vegeu més fotos d'aquest monument · Carregueu una nova foto d'aquest monument            |
| El Corral de Silla, abric II                | PH 874-429 | Llevantí 2 figures: antropomorf, zoomorf                                               | Toixa                     | 39° 47′ 30″ N, 1° 01′ 55″ O / 39.791778°N,1.03203°O  | RI-55-0000493       | Carregueu una nova foto d'aquest monument                                                                                      |
| Barranc de Las Colochas o Clochas, abric I  | PH 874-430 | Esquemàtic 52 figures: antropomorfs, geomètrics                                        | Xestalgar                 | 39° 35′ 10″ N, 0° 51′ 52″ O / 39.586145°N,0.864404°O | RI-51-0009930       | Carregueu una nova foto d'aquest monument                                                                                      |